# 巴和勒扎
巴和勒扎（法語：Bas-et-Lezat）是法国多姆山省的一个市镇，属于里永区（Riom）马兰格县（Maringues）。该市镇总面积12.59平方公里，2009年时的人口为252人。

## 人口
巴和勒扎人口变化图示